# 丰坦卡河

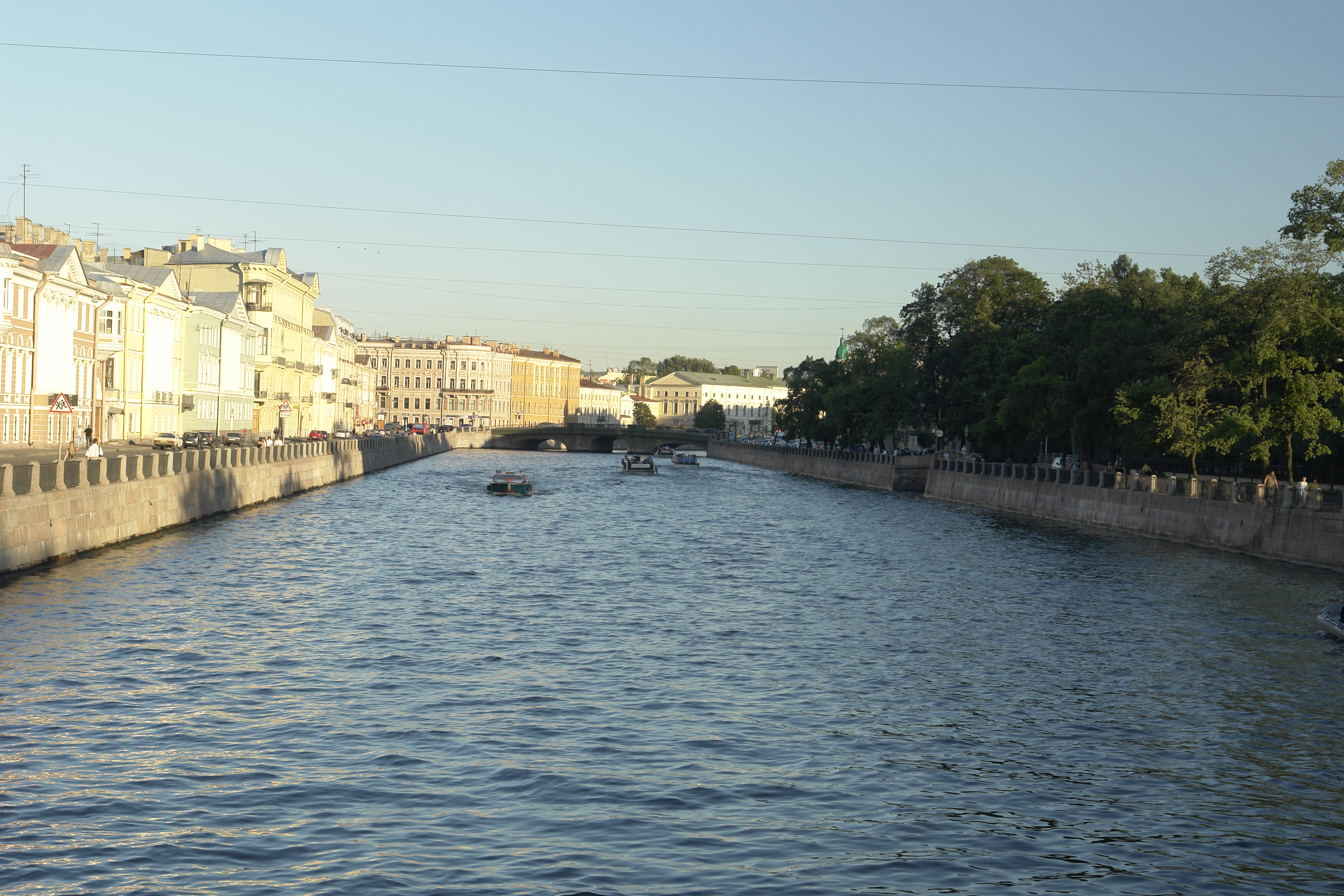
丰坦卡河

丰坦卡河（羅馬化：Fontanka）是涅瓦河的一条支流，贯穿俄罗斯圣彼得堡全市，全长6700米，最宽处70米，最深3.5米。
直到18世纪中叶，丰坦卡河被视为圣彼得堡的南部边界。在丰坦卡河的两岸，排列着昔日的皇家宫殿和贵族府邸。最辉煌的是拉斯特列利夏宫和阿尼奇科夫宫。 
沿丰坦卡河滨河路保存下来的巴洛克建筑有Sheremetev宫、贝洛萨尔斯基-贝洛泽尔斯基府、舒瓦洛夫宫和圣Panteleimon教堂。新古典主义建筑有卡特琳学会、阿尼奇科夫宫和尤苏波夫宫。其中有一些建筑辟为博物馆，它们曾是下列作家和作曲家的故居：118号加甫里尔·杰尔查文故居（辟为国家普希金博物馆分馆）、屠格涅夫和安娜·阿赫玛托娃。
丰坦卡河上有15座桥梁，包括18世纪的罗蒙诺索夫桥和奢华的埃及桥，但是其中最著名的是涅瓦大街上的阿尼奇科夫桥。